# Алтарь Сан Висенте
«Алта́рь Сан Висе́нте» (порт. Painéis de São Vicente de Fora), также «Алта́рь св. Винсе́нта», «Панно́ св. Винсе́нта» или «Поли́птих свято́го Винсе́нта» (порт. Políptico de S. Vicente de Fora) — полиптих из двух центральных панно и четырёх боковых створок, созданный около 1450 года (по последним данным одна из наиболее допустимых дат — 1445 год) португальским художником Нуну Гонсалвешем. Наиболее значимое произведение живописи Португалии эпохи Возрождения, один из шедевров европейского Ренессанса.

## Описание
«Алтарь св. Винсента» Гонсалвеша является единственным произведением живописи Португалии причисленным к европейским шедеврам XV века. Основываясь на зарубежных источниках, Т. П. Каптерева определяла время творческой деятельности живописца между 1450—1472 годами и датировала создание алтаря 1465—1467 годами.
Полиптих был обнаружен в 1882 году в монастыре Сан-Висенте ле Фора и изображает различных представителей Португалии XV века (членов королевского дома, рыцарей, духовенство, монахов, мореплавателей, рыбаков, включая известных современников Гонсалвеша), поклоняющихся святому. На створке «Реликвия» представлен раввин с раскрытой Торой в руках.
На всех шести картинах изображено 60 фигур. Исследователи закрепили за створками и панно определённые названия (слева направо): две левые створки «Монахи» (Frades) и «Рыбаки» (Pescadores); левое панно — «Инфант» (Infante), правое панно — «Архиепископ» (Arcebispo); две правые створки: «Рыцари» (Cavaleiros) и «Реликвия» (Relíquia).

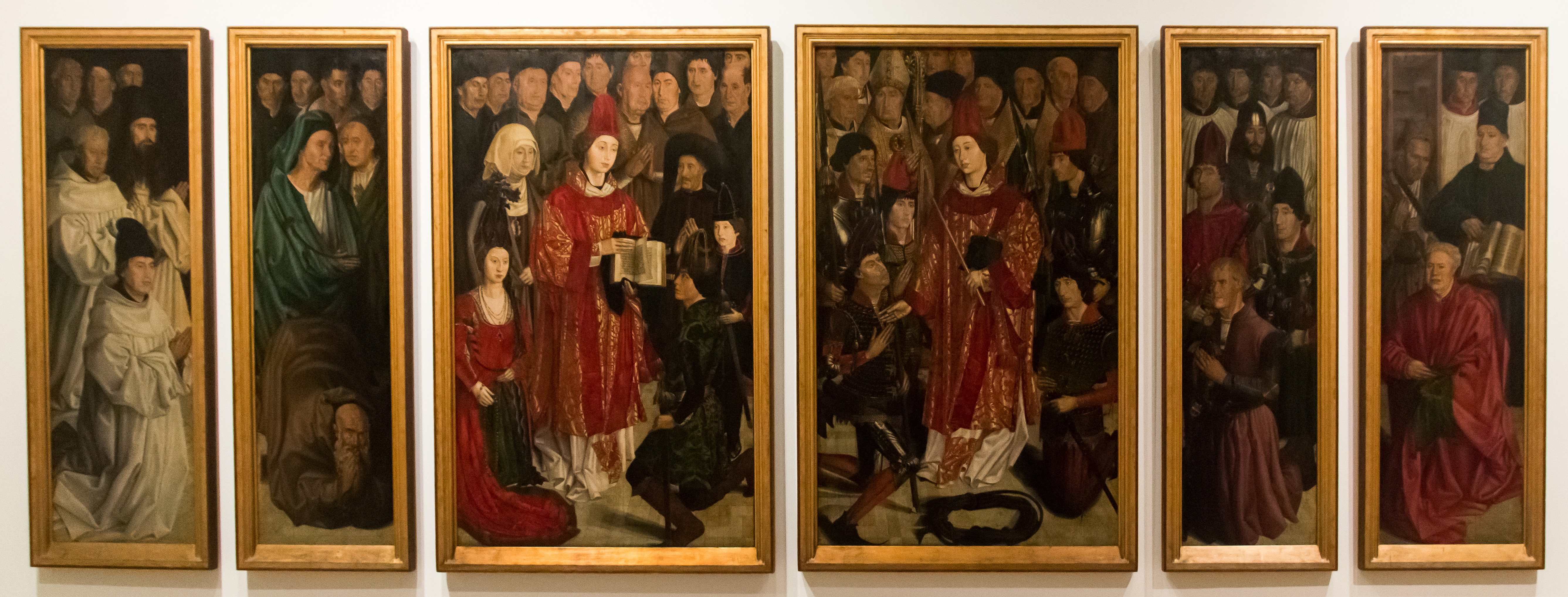
Панно св. Винсента, Национальный музей старинного искусства, Лиссабон

Полиптих состоит из шести частей (досок): двух центральных панно (220 х 128 см.) и четырёх боковых створок (220 х 64 см.). Жозе де Фигейреду (José de Figueiredo), автор первой фундаментальной монографии о единственной известной сохранившейся работе Гонсалвеша, приводил другие размеры (слева направо): I створка «Монахи» — 220 х 61 см., II створка «Рыбаки» — 220 х 57 см., III панно «Инфант» — 220 х 124 см., IV панно «Архиепископ» — 220 х 125 см., V створка «Рыцари» — 220 х 57 см., VI створка «Реликвия» — 220 х 61 см. В настоящее время по месту хранения в Лиссабоне в Национальном музее старинного искусства каждая часть помещена в отдельную раму.
Техника живописи смешанная: темперная и масляная на деревянной основе (дубовые доски). Копии находятся в других музеях Португалии.
Согласно указанию Каптеревой, много сил реконструкции «Алтаря Сан Висенте» Нуну Гонсалвеша посвятил Алмада Негрейруш.

## Гипотезы исследователей
Жозе де Фигейреду называл панно «Поклонение святому Винсенту» (Adoração de S. Vicente) и определял период творческой деятельности Нуну Гонсалвеша 1450—1471 годами. Фигейреду полагал, что после его многолетних исследований ни одна картина XV века не изучена столь скрупулёзно и не идентифицирована столь тщательно и ясно как панно Гонсалвеша в его публикации. Однако через 15 лет после выхода этого труда, в 1925 году, была опубликована работа Жозе Сарайвы (José Saraiva), автор которой выдвинул гипотезу о том, что фигура святого Винсента не является главной на картине португальского мастера. Сарайва придерживался версии о том, что главной фигурой двух центральных панно следует считать дона Фернанду, святого инфанта, сына Жуана I, а полиптих представлял, вероятно, пышное чествование этого героя, погибшего за отчизну мученической смертью. С того времени названия «Поклонение святому Винсенту», «Алтарь Сан Висенте» и «Алтарь св. Винсента» или «Полиптих святого Винсента» обрели определённую условность. В 1927 году Вержилиу Коррейя (Correia Vergilio) разделил исследователей согласно их мнениям о главной фигуре на три основные группы: винсентистов, фернандистов и приверженцев точки зрения, согласно которой центральной фигурой всех панно считается инфанта дона Катарина, дочь короля Дуарте I. Винсентисты полагали, что на панно представители разных слоёв португальского общества поклоняются святому Винсенту, покровителю Португалии и Лиссабона. Фернандисты выдвинули версию о том, главной фигурой панно является святой патрон Лиссабона, олицетворяющий собой инфанта Фернанду, «погибшего заложником в 1443 году в марокканском городе Фесе и причисленного к лику святых». Несмотря на это, всё-таки представляется допустимым и логичным считать в качестве центральной фигуры патрона Лиссабона святого Винсента.

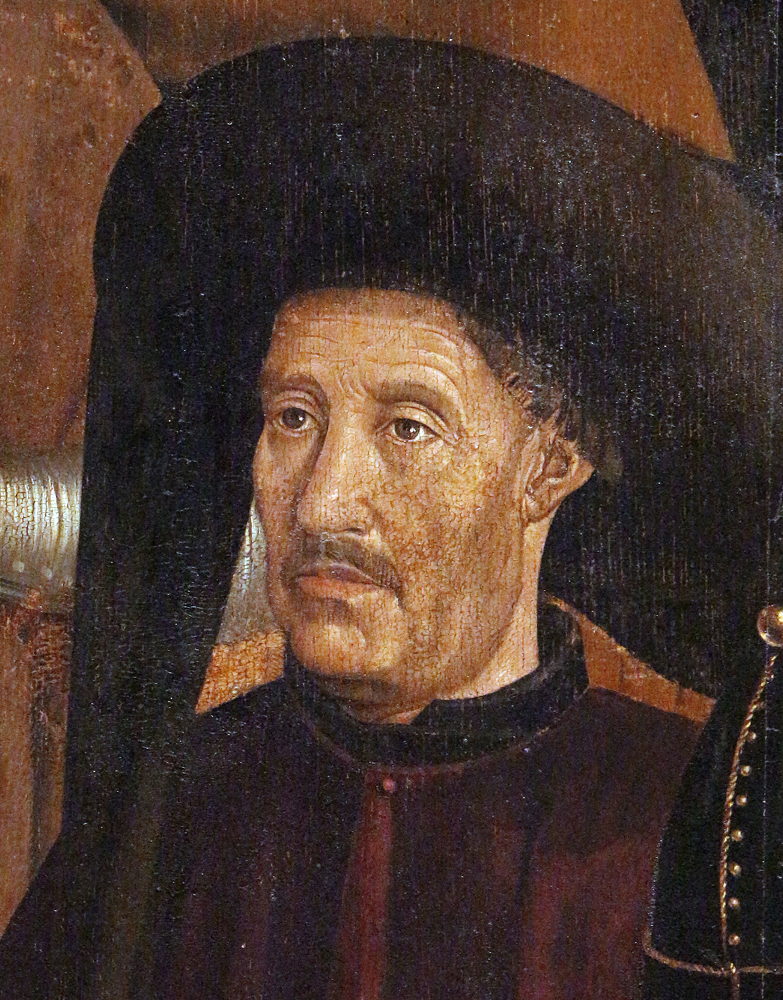
Генрих Мореплаватель на панно «Инфант»

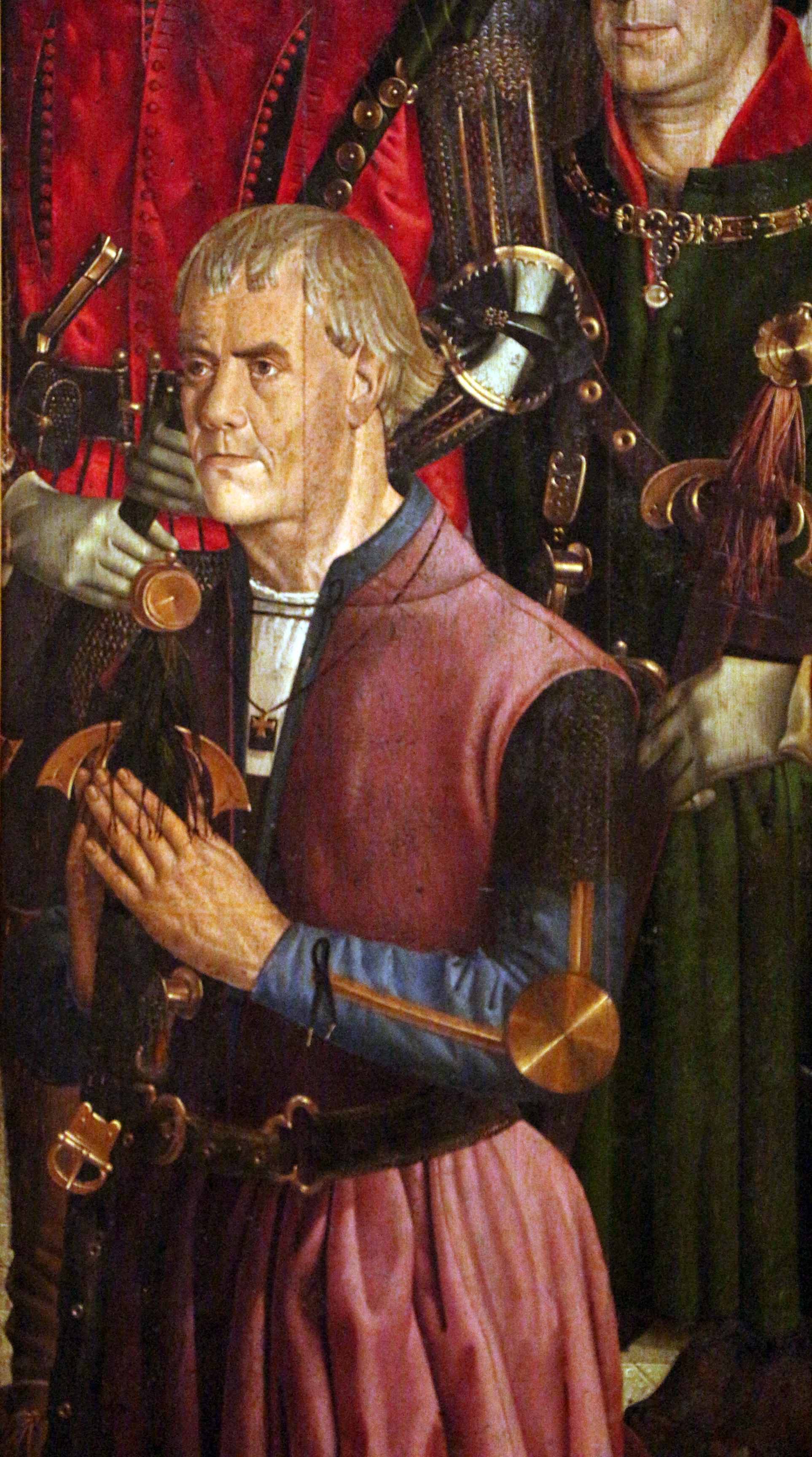
Генрих Мореплаватель на панно «Рыцари»

Фигейреду идентифицировал Генриха Мореплавателя, инфанта дона Энрике, как человека, одетого в траур с экстравагантным головным убором на панно «Инфант». Однако в настоящее время имеется альтернативная версия, согласно которой Генрих Мореплаватель изображён на коленях с молитвенно сложенными на груди руками на первом плане панно «Рыцари».
Также как и в случае с инфантом Энерике, идентификация изображённых лиц затруднена, единое мнение по этому вопросу у учёных отсутствует. Иными словами, по этому поводу ведётся острая полемика. Разные исследователи под одним и тем же портретным образом могут подразумевать различных исторических личностей. Ранее предполагалось, что полиптих был создан между 1470 и 1480 годами. Не так давно согласно исследованию Жорже Филипе де Алмейды (Jorge Filipe de Almeida) датировка сместилась к 1445 году. Алмейда также полагает, что алтарь изображает не поклонение св. Винсенту, а символические похороны инфанта дона Педру, герцога Коимбры. При этом некоторые авторы расценили выводы Алмейды как лишённые научной обоснованности, научных доказательств.